# Basílica de Nossa Senhora da Boa Saúde
A Basílica de Nossa Senhora da Boa Saúde, também conhecida como Santuário de Nossa Senhora de Vailankanni, é um santuário mariano localizado na pequena cidade de Velankanni em Tamil Nadu, no sul da Índia. A Basílica Católica Romana de Rito Latino é dedicada a Nossa Senhora da Boa Saúde. A devoção a Nossa Senhora da Boa Saúde de Velankanni remonta a meados do século XVI e é atribuída a três milagres distintos nos locais em torno da Basílica: A aparição da Bem-aventurada Maria e do Menino Jesus a um pastor adormecido, a cura de um vendedor de leitelho deficiente e o resgate de marinheiros portugueses de uma tempestade marítima mortal. Esses relatos são considerados conhecimentos orais, aparentemente sem nenhum registro escrito ou fontes comprovadas para apoiá-los.
Inicialmente, apenas uma capela simples e modesta foi construída pelos marinheiros portugueses que desembarcaram em segurança. Mais de 500 anos depois, o festival e a celebração de nove dias ainda são observados e atraem quase 5 milhões de peregrinos a cada ano. O Santuário de Nossa Senhora de Vailankanni é também conhecido como "a Lourdes do Oriente" porque é um dos centros de peregrinação mais frequentados da Índia.

## História
Não existem documentos históricos sobre as aparições da Virgem Maria em Velankanni. A tradição oral é a fonte das duas aparições da Santíssima Mãe de Velankanni no século XVI, e da salvação dos marinheiros portugueses de uma tempestade na Baía de Bengala no final do século XVII.

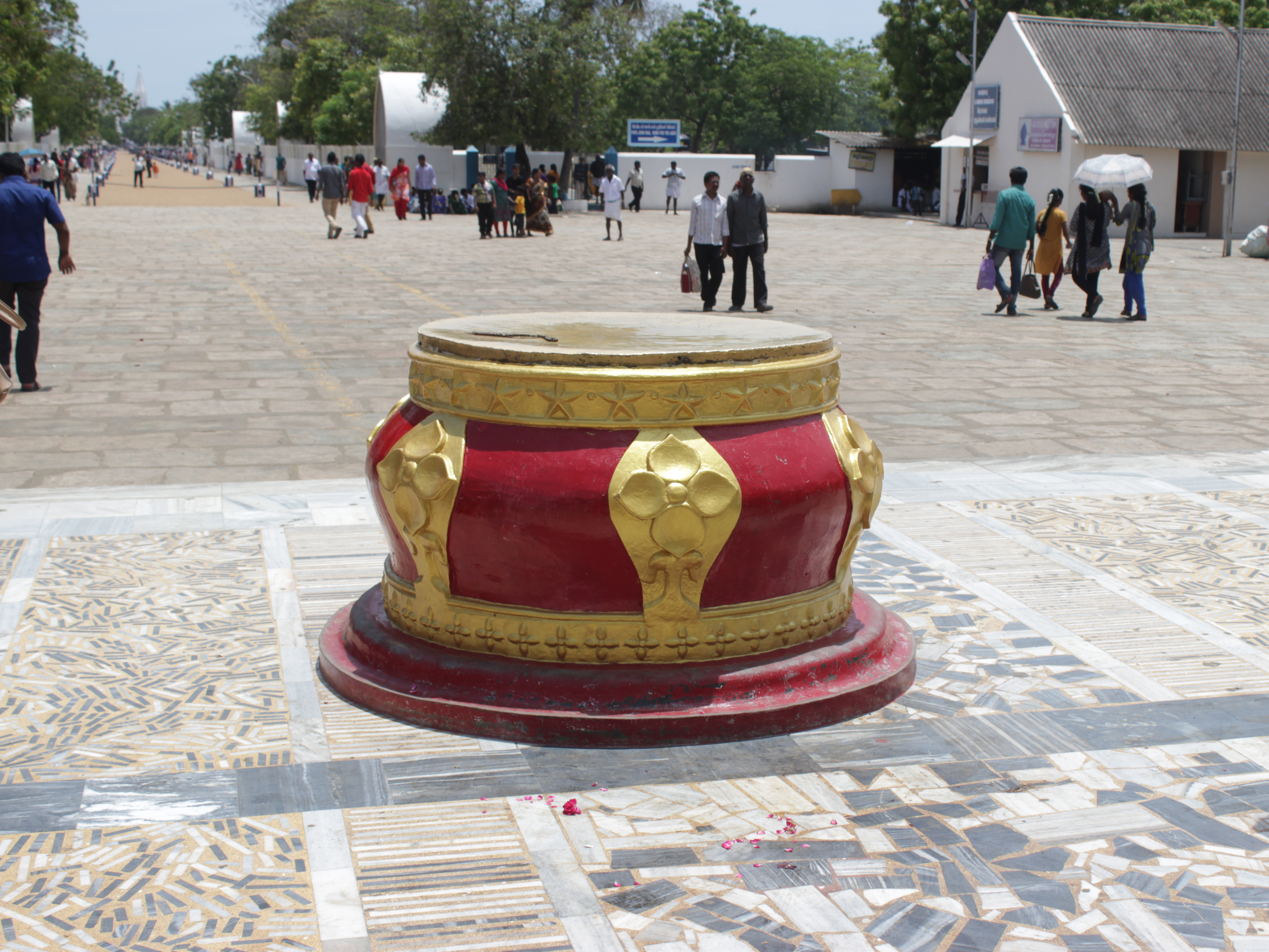
Este poço / piscina está situado onde a primeira aparição ocorreu

A primeira aparição mariana teria ocorrido em maio de 1570, quando um pastor local estava entregando leite em uma casa próxima. No caminho ele conheceu uma linda mulher segurando uma criança, que pediu um pouco de leite para o pequeno. Depois de dar-lhe o leite, ele continuou seu caminho e, ao fazer a entrega, descobriu que a jarra agora estava completamente cheia de leite fresco. Um pequeno santuário foi construído próximo ao local onde o menino encontrou a mulher, local que passou a se chamar Matha Kulam, que significa Lago de Nossa Senhora.

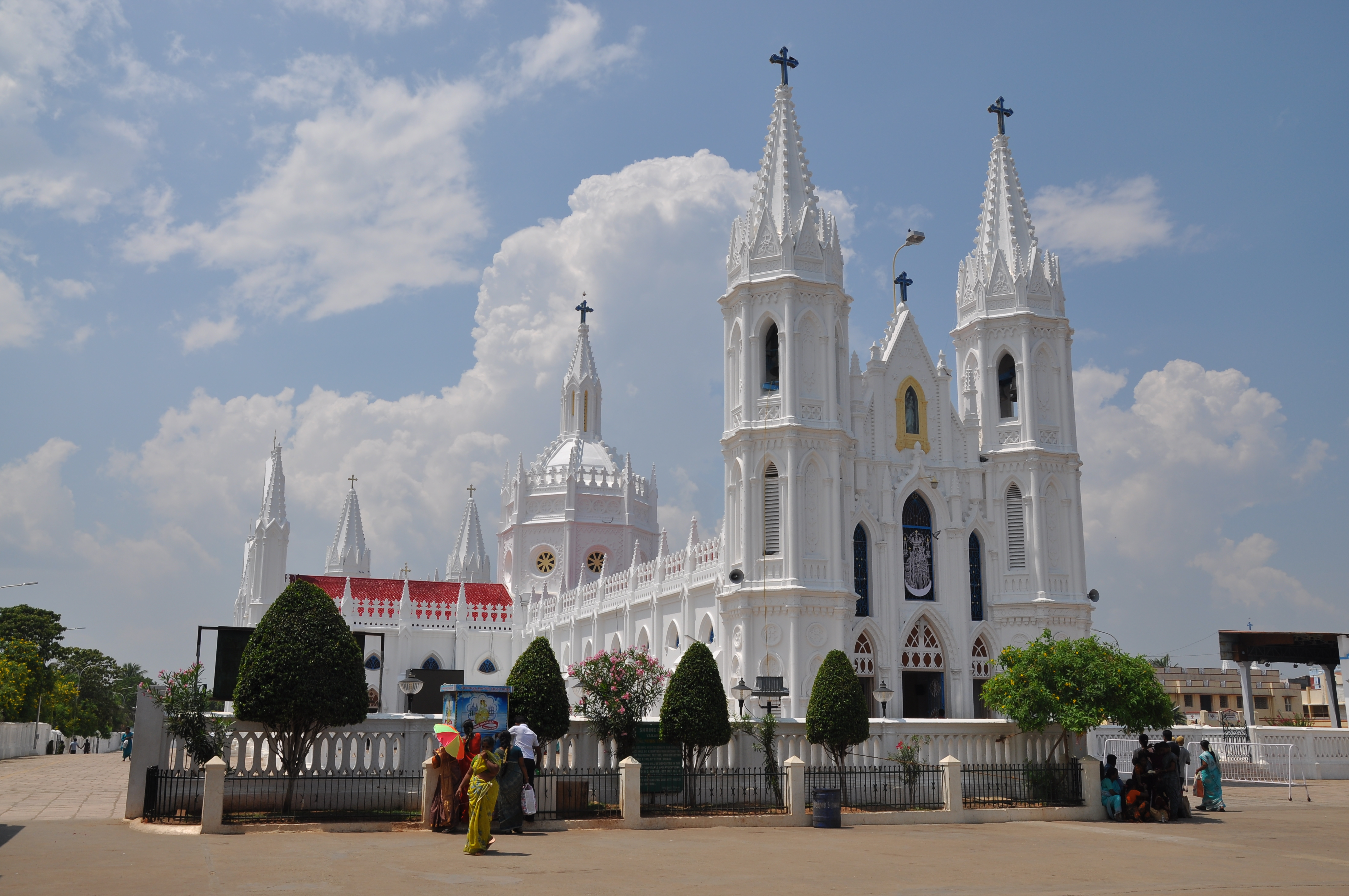
Basílica de Nossa Senhora da Boa Saúde

A segunda aparição mariana teria acontecido em 1597, não muito longe de Matha Kulam. Uma bela mulher com um menino nos braços apareceu a um menino aleijado vendendo leitelho. O menino pediu um pouco de leitelho e, depois que ele bebeu, a mulher pediu ao menino que vendia leitelho para visitar um senhor na cidade vizinha e pedir-lhe que construísse uma capela em sua homenagem naquele local. O menino saiu rapidamente e percebeu que não era mais coxo. Rapidamente foi construída uma pequena capela de palha em homenagem a Nossa Senhora da Saúde, chamada em Tamil de "Arokia Matha".
O terceiro incidente ocorreu quando um navio português que navegava de Macau para o Sri Lanka foi apanhado por uma tempestade na baía de Bengala. Eles invocaram a ajuda da Santíssima Virgem com o título de "Estrela do Mar". A tempestade diminuiu e os 150 homens a bordo foram salvos. Era 8 de setembro, festa da Natividade de Maria. Em ação de graças, os marinheiros reconstruíram o Santuário de Nossa Senhora da Boa Saúde, e continuaram a aumentá-lo sempre que suas viagens os trouxeram para a área.
O santuário, que começou como uma capela de palha em meados do século XVI, tornou-se uma igreja paroquial em 1771, quando os católicos na Índia estavam sob perseguição dos holandeses. Mais tarde, em 1962, foi concedido um status especial de Basílica Menor pelo Papa João XXIII.
O santuário de Vailankanni foi elevado à categoria de 'Basílica Menor' e fundido com a Basílica de Santa Maria Maior em Roma em 3 de novembro de 1962 pelo Papa João XXIII.

## Significado e peregrinação

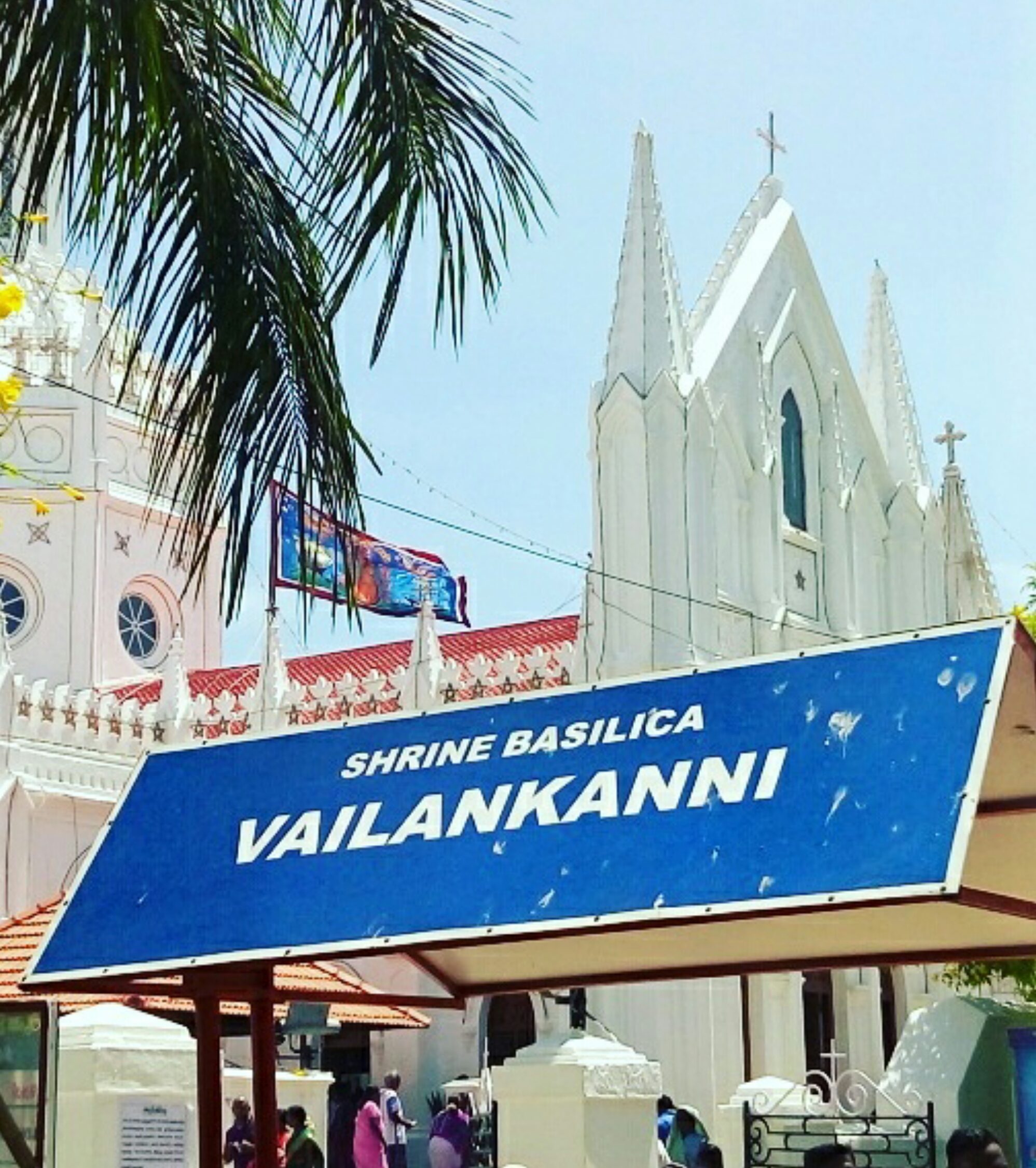
A basílica com uma bandeira visível ao fundo

Para os povos de Goa e Konkani, ela é chamada de " Shantadurga " (a mais compassiva). Isso inclui especialmente o uso de Kotimaram, que foi descrito como uma influência estendida do hinduísmo no catolicismo, tornando a basílica um ponto de encontro de duas das principais religiões do mundo.
Por ser uma igreja católica romana mariana, é dedicada a Nossa Senhora da Boa Saúde. A Virgem Maria é retratada usando um sari. A época usual para a peregrinação é durante o festival anual entre 29 de agosto a 6 de setembro e o Natal. Alguns peregrinos, em vez de usar um meio de transporte, realizam "peregrinações ambulantes" até ele. Eles assistem à missa, novenas, hasteamento de bandeiras e carregam um palkhi de Maria em procissão. Um grande acontecimento é a procissão, onde apenas as mulheres podem puxar o primeiro carro e uma estátua de Maria no último e mais decorado. Pessoas de outras religiões também participam. Os peregrinos às vezes raspam a cabeça como uma oferenda e realizam cerimônias perfurantes, ambas tradições hindus. Outro ritual considerado sagrado é mergulhar no lago. Há uma bandeira sagrada que é baixada para sinalizar o fim do festival.
Devido ao número de visitas de peregrinos durante a temporada de festivais, a Indian Railways introduziu serviços de trem especiais para a cidade de Velankanni.

## Arquitetura

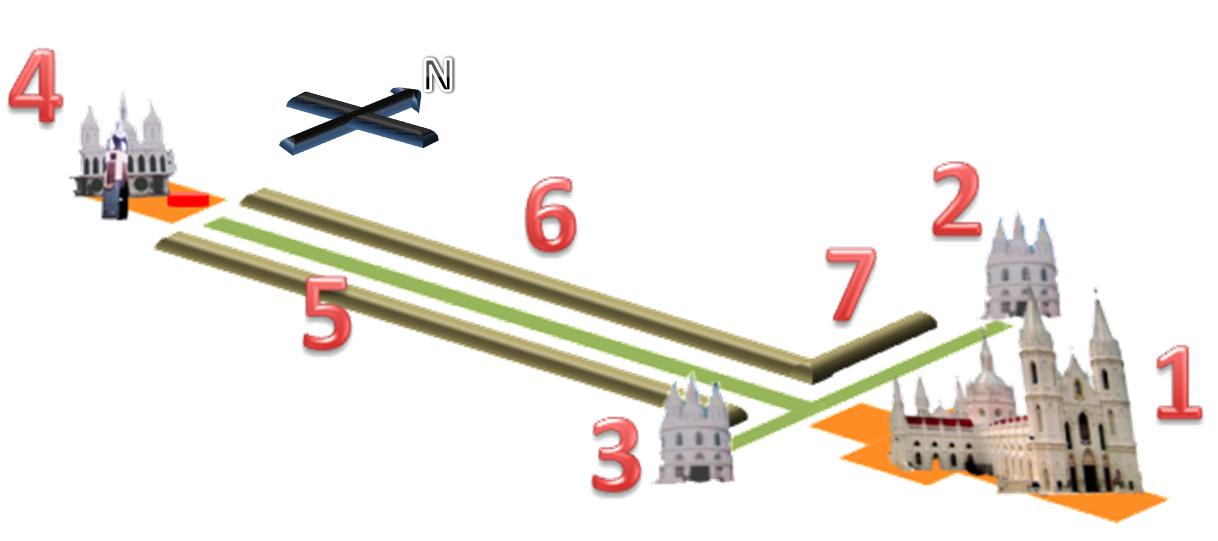
Layout do complexo da Basílica: 1. Basílica, 2. Santuário de Nadu Thittu, local da segunda aparição, 3. Capela de Adoração e Reconciliação, 4. Lagoa de Nossa Senhora, local da primeira aparição, 5. Via-sacra, 6. Estações do Rosário, 7. Estações dos Sacramentos

A Basílica foi construída em estilo gótico de arquitetura. O lado sul foi estendido em 1928 e o norte em 1933. A Basílica do Santuário contém três capelas, assim como o Tanque de Nossa Senhora, Museu da Igreja, Residência do Sacerdote, Centro de Ofertas, Estações da Cruz, Estações do Rosário, Santuário Mega Mahal e Praia de Vailankanni. O edifício é pintado de branco, exceto a cobertura que é em telhas vermelhas.
O início do século 20 marcou a rivalidade entre jesuítas e franciscanos em relação à sua influência no trabalho missionário em Velankanni. Em 1928, a Igreja do Imaculado Coração de Maria (gerida pelos Jesuítas) foi demolida e as estátuas transportadas para o Santuário de Nossa Senhora da Boa Saúde; em 1933 o Santuário foi ampliado com duas novas alas, à direita e à esquerda do 'Altar Principal', encontrando-se com a nave em ângulo recto.
Uma espaçosa sacristia foi fornecida imediatamente atrás do altar. Assim, todo o edifício sagrado começou a assumir a forma de uma cruz latina . Bem no centro do antigo altar-mor estava a imagem milagrosa de Nossa Senhora da Boa Saúde.
Em 1956, um novo arco de boas-vindas foi abençoado e aberto pelo Bispo Sundaram. O arco iluminado indicava o caminho para os peregrinos ansiosos que buscavam a proteção de Maria. Em janeiro de 1961, um novo altar central, executado em mármore branco, substituiu o anterior em concreto de cimento. Em 1974-75, uma extensão da basílica foi construída atrás do altar central existente para acomodar os peregrinos multilíngues. A extensão incluiu uma igreja de dois andares com 93 pés (28 m) cúpula alta e 82 pés (25 m)   espirais góticas altas. Foi projetado para se parecer com a Basílica de Lourdes, França.

## Lista de párocos
A basílica tornou-se paróquia em 1771. A lista dos párocos (principalmente portugueses ) de 1771 até agora é a seguinte: 
| - 1771 Sep. Fr. António do Rosário - 1774 Aug. Fr. José de Santa Rosa de Viterbo - 1777 Jul. Fr. António do Rosário, Commissary - 1779 Sep. Fr. Luís dos Remédios - 1783 Jan. Fr. António do Rosário, Commissary - 1788 Dec. Fr. António de Jesus Maria José - 1789 Sep. Fr. António do Rosário, Commissary - 1792 Sep. Fr. José de Santa Rosa de Viterbo, Commissary & V. F. - 1814 May Fr. Constaantino de Jesus Maria, Commissary - 1819 May Fr. Tomás da Piedade - 1822 Feb. Fr. Francisco Xavier Mascarenhas - 1822 Aug. Fr. Francisco das Dores - 1824 May. Fr. Felipe de Jesus - 1825 Sep. Fr. Francisco Dos Dores - 1828 Jun. Fr. Felipe de Jesus - 1829 May Fr. Clemente das Dores - 1847 Oct. Fr. Isidoro Manuel Alemão - 1858 Apr. Fr. José Felix Fernandes, AG.PP | - 1863 Nov. Fr. Felipe de Nery Joaquim Dias - 1876 May Fr. Inácio António de Andrade - 1886 Aug. Fr. Miguel Francisco Fernandes - 1890 Dec. Fr. Joaquim José, Ag. P. Vic. Nagapattinam - 1891 Feb. Fr. Guilherme José Dias - 1892 Dec. Fr. Joaquim José Luís, Ag. P. Vic. Nagapattinam - 1893 Mar. Fr. Martinho Valeriano de Sá - 1899 Sep. Fr. Joaquim Francisco da Piedade Dias - 1900 Aug. Fr. Camilo Fernandes - 1910 Jun. to 1942 Fr. Sebastião Xavier de Noronha - 1942 Sep. to 1963 Fr. M. V. Rodrigues - 1963 Jun. to 1980 Fr. S. Maria Soosai - 1980 Sep. to 1982 Fr. Tomás Vaz - 1982 Sep. to 1990 Fr. S. L. Gabriel - 1990 May to 1997 Fr. M.M. Sammanasu - 1997 Jun. to 2003 Fr. G. Arul Iruthayam - 2003 Jun. to 2009 Fr. P. Xavier - 2009 Jun. to 2015 Fr. A. Michael - 2015 Jun. to till date Fr.A.M.A.Prabakar |

## Galeria

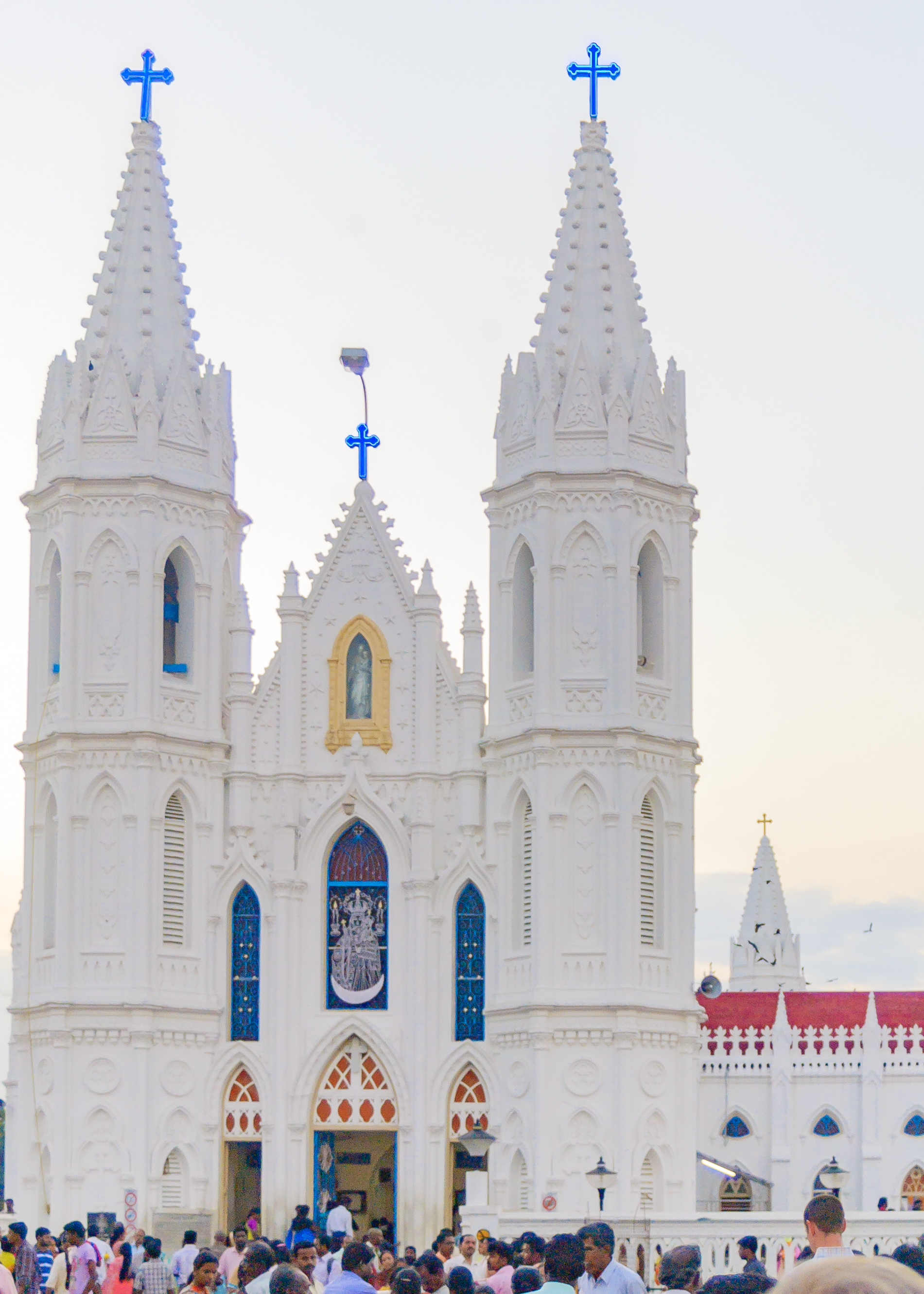
Basílica de Nossa Senhora da Boa Saúde em Velankanni, entrada Tamil Nadu
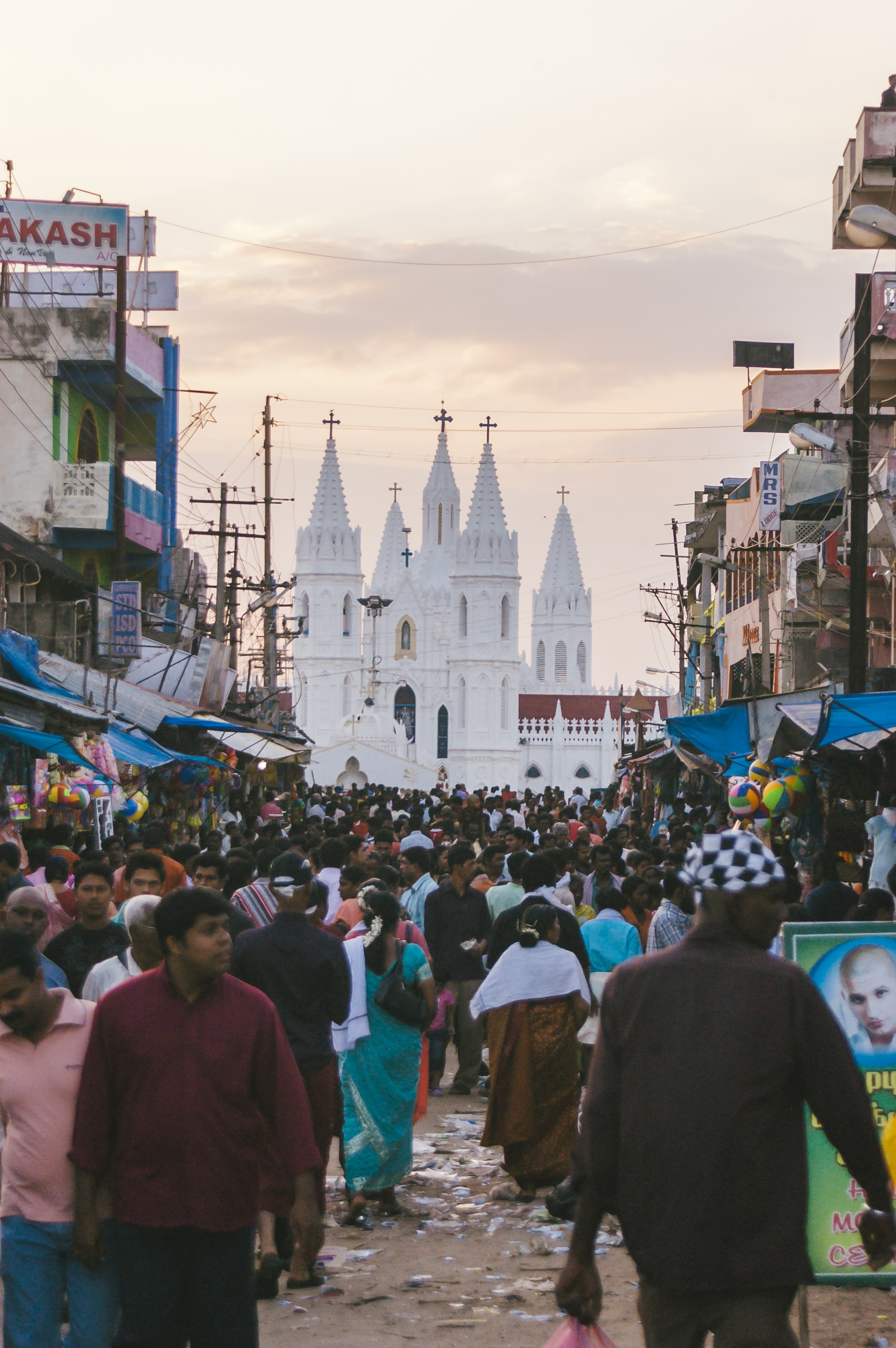
Basílica de Nossa Senhora da Boa Saúde em Velankanni, Tamil Nadu
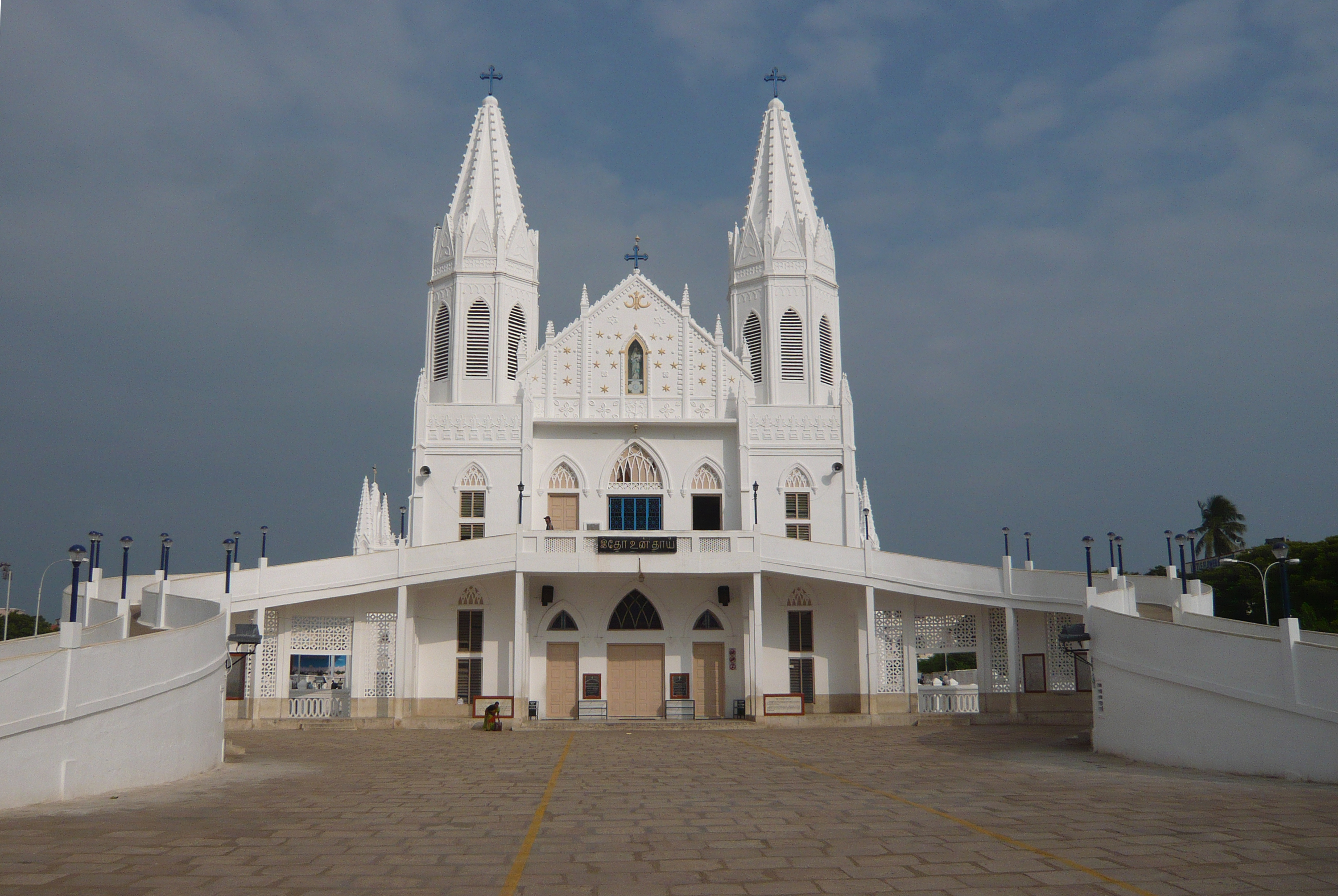
Veilankanni - Extensão da Basílica
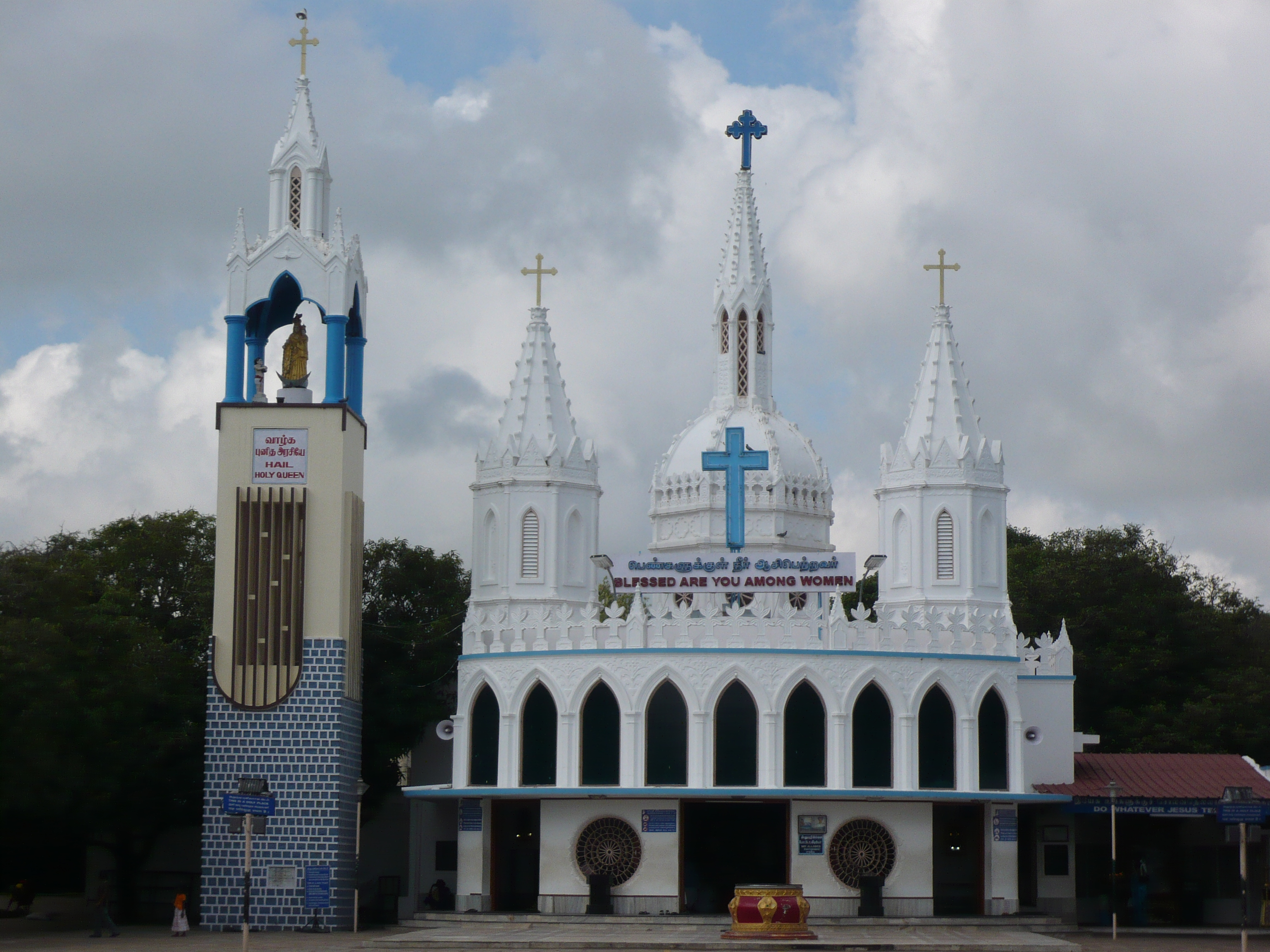
Lago da Igreja Veilankanni
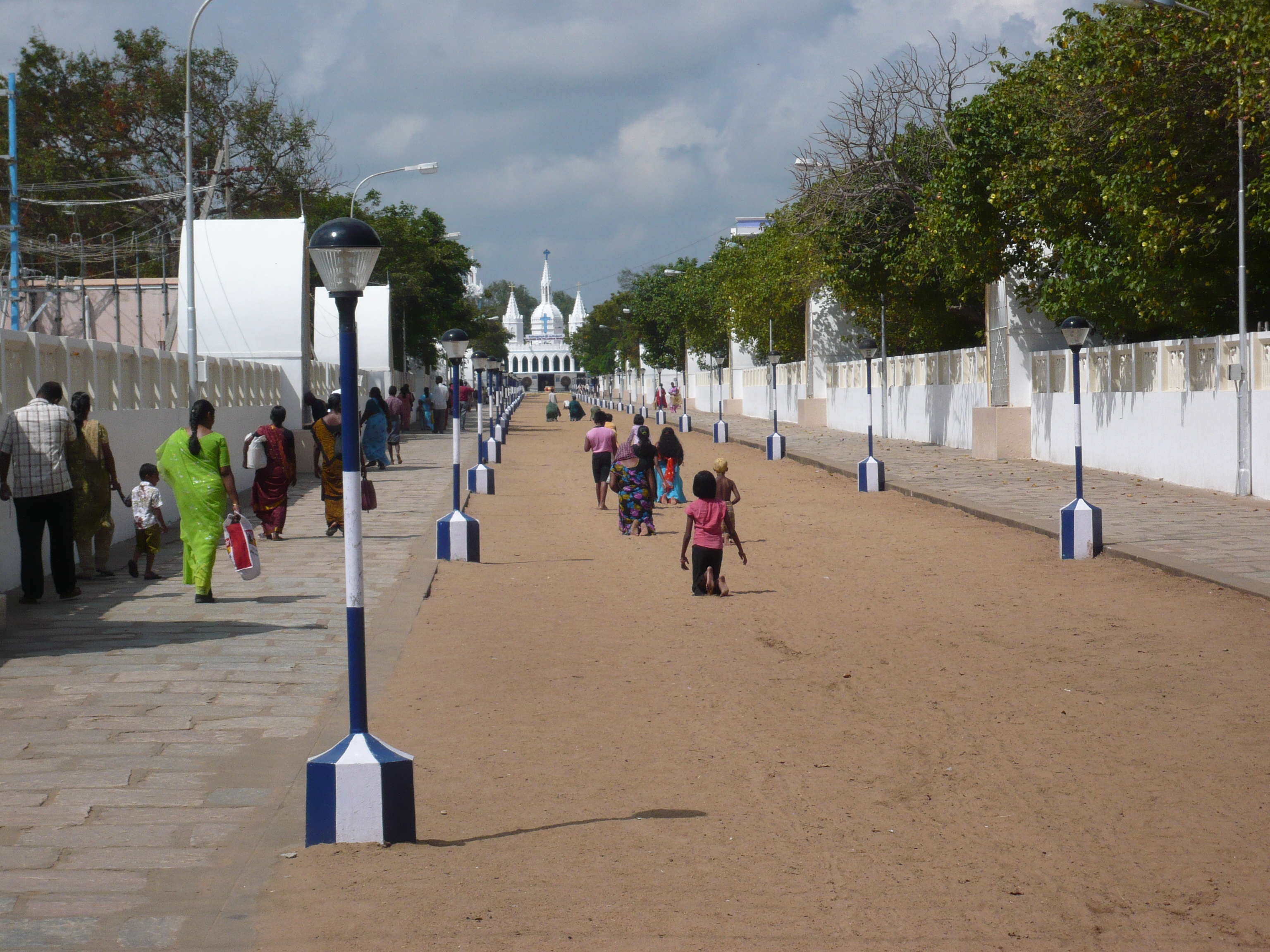
Peregrinos caminhando de joelhos em direção à lagoa
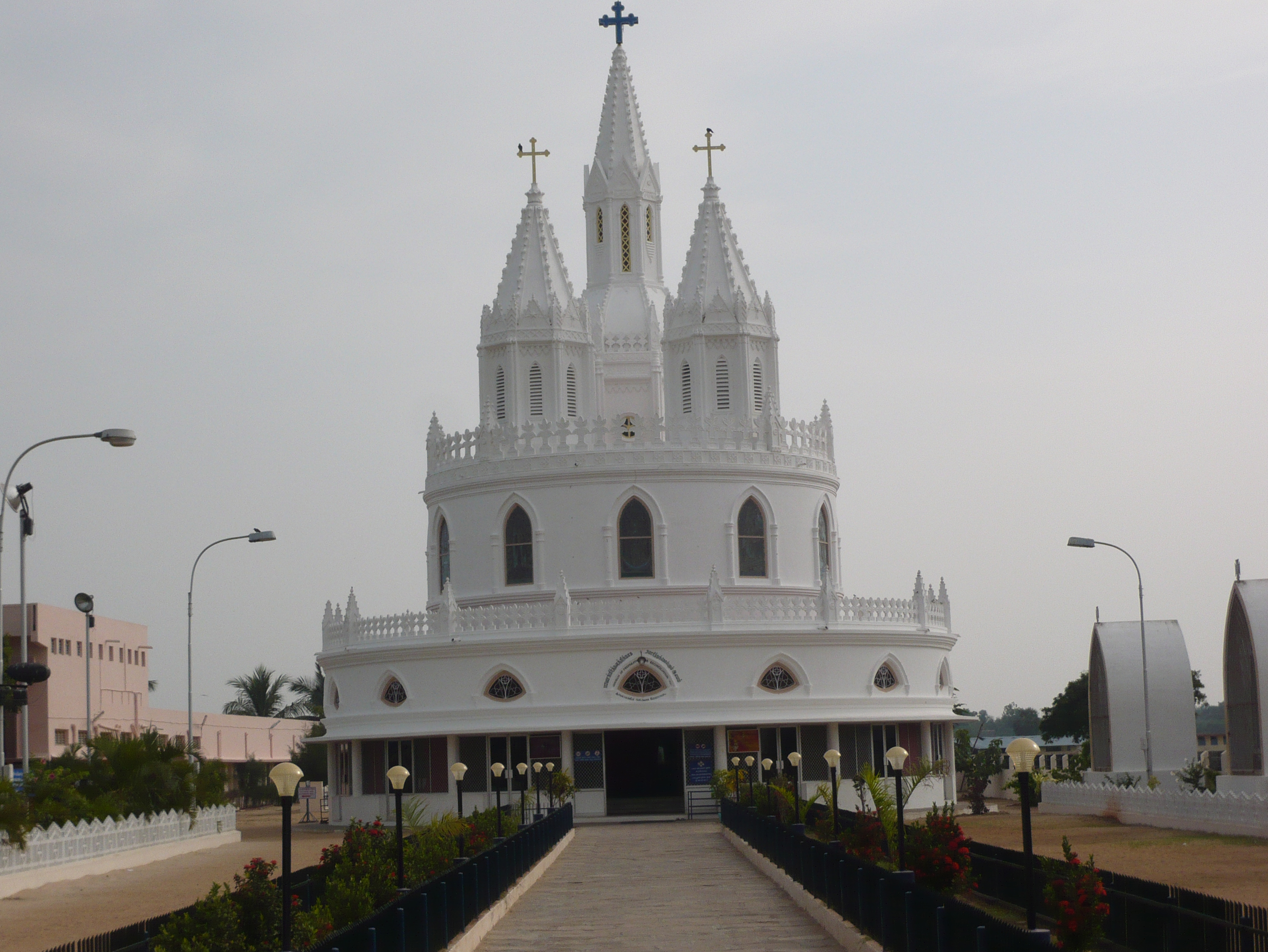
Veilankanni - Centro de Adoração
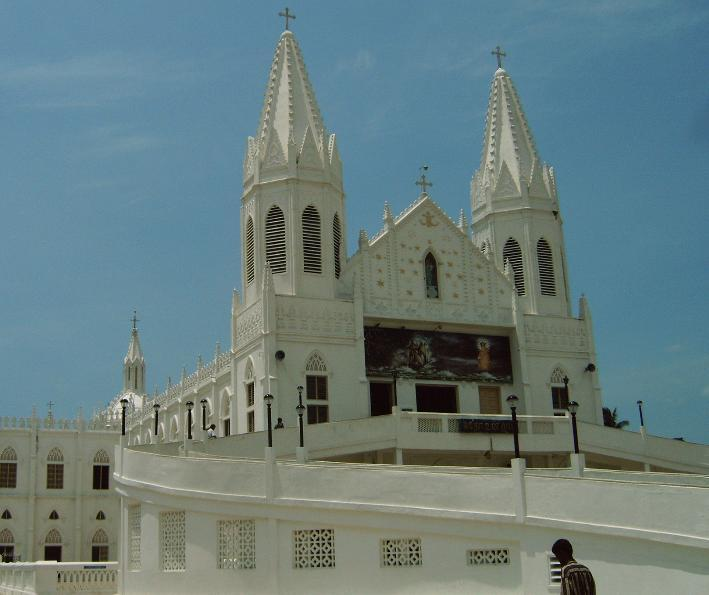
Basílica Vailankanni
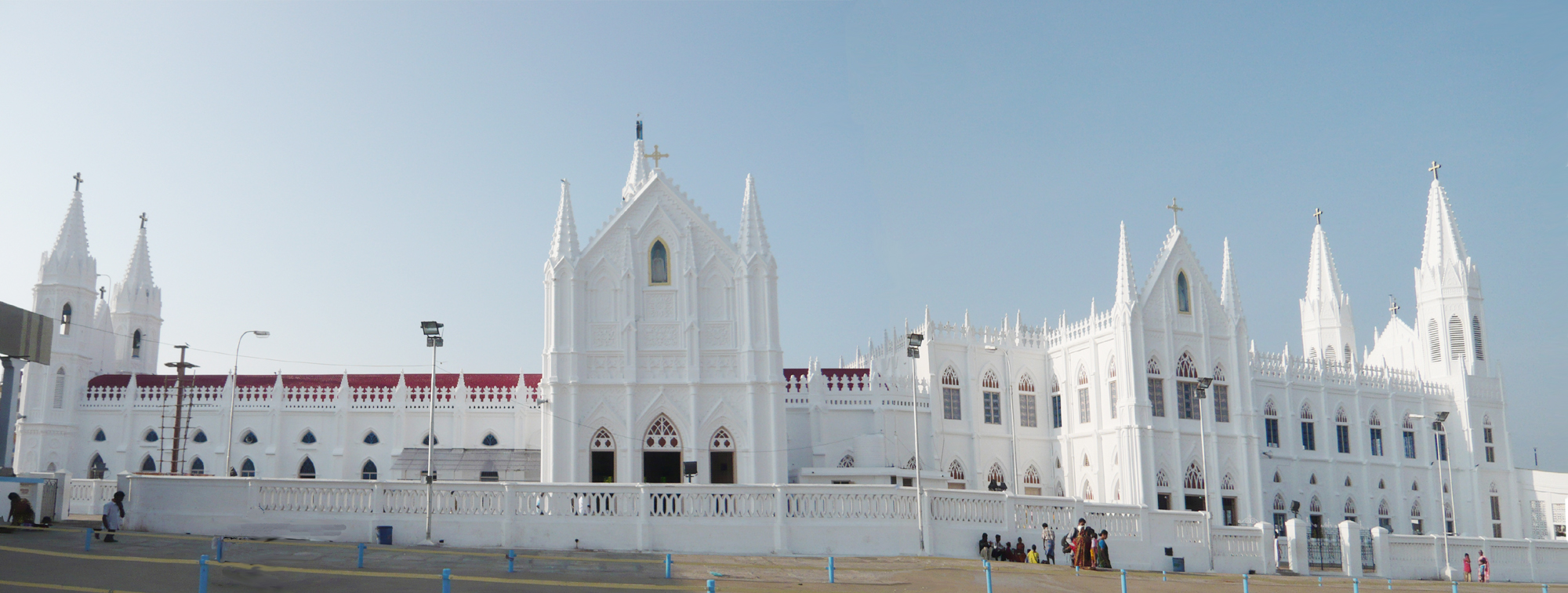
Basílica de Vailankanni - Uma vista lateral panorâmica - Igreja e extensão da igreja vista em um trecho
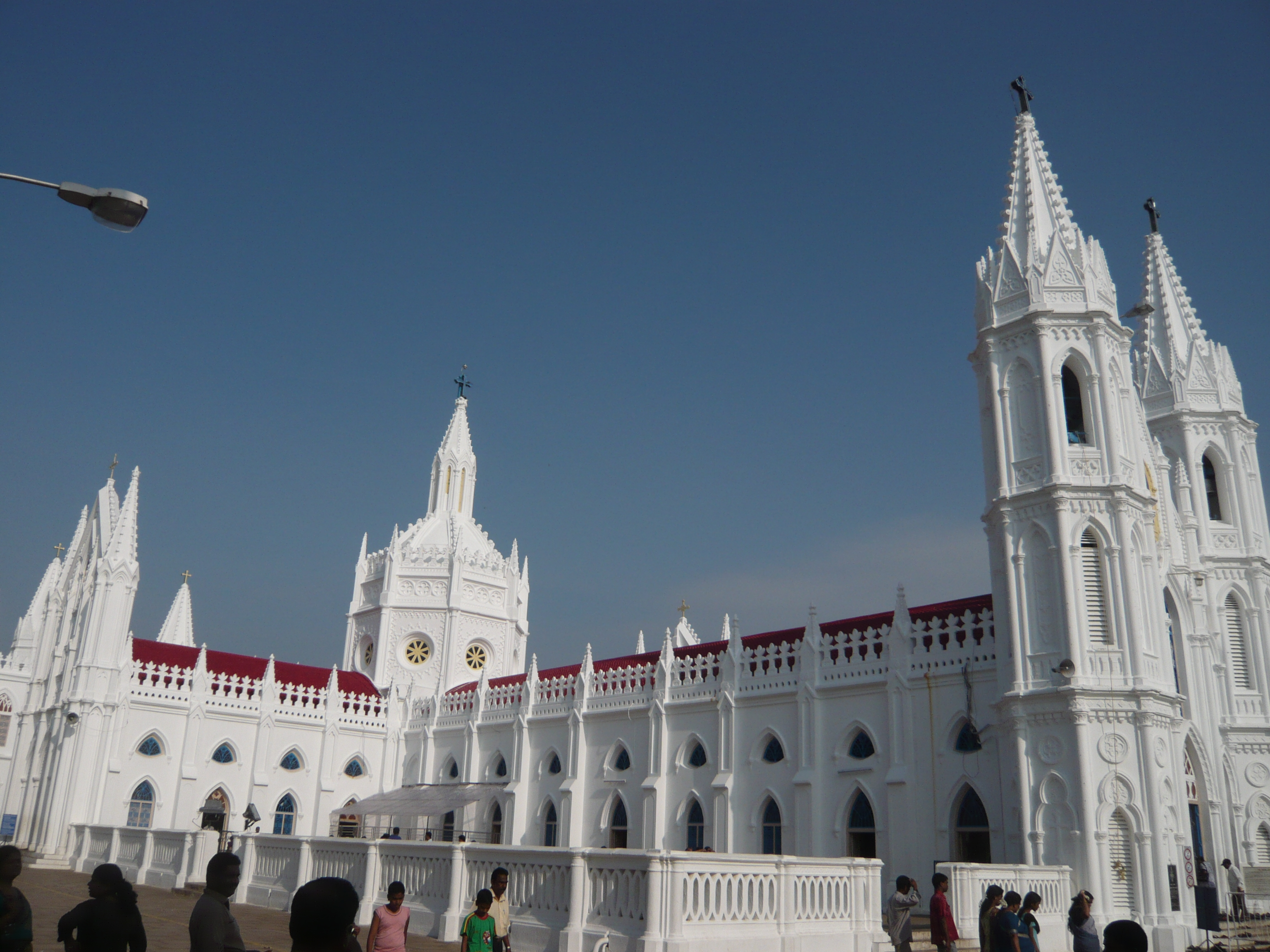
Basílica Veilankanni - vista do lado esquerdo
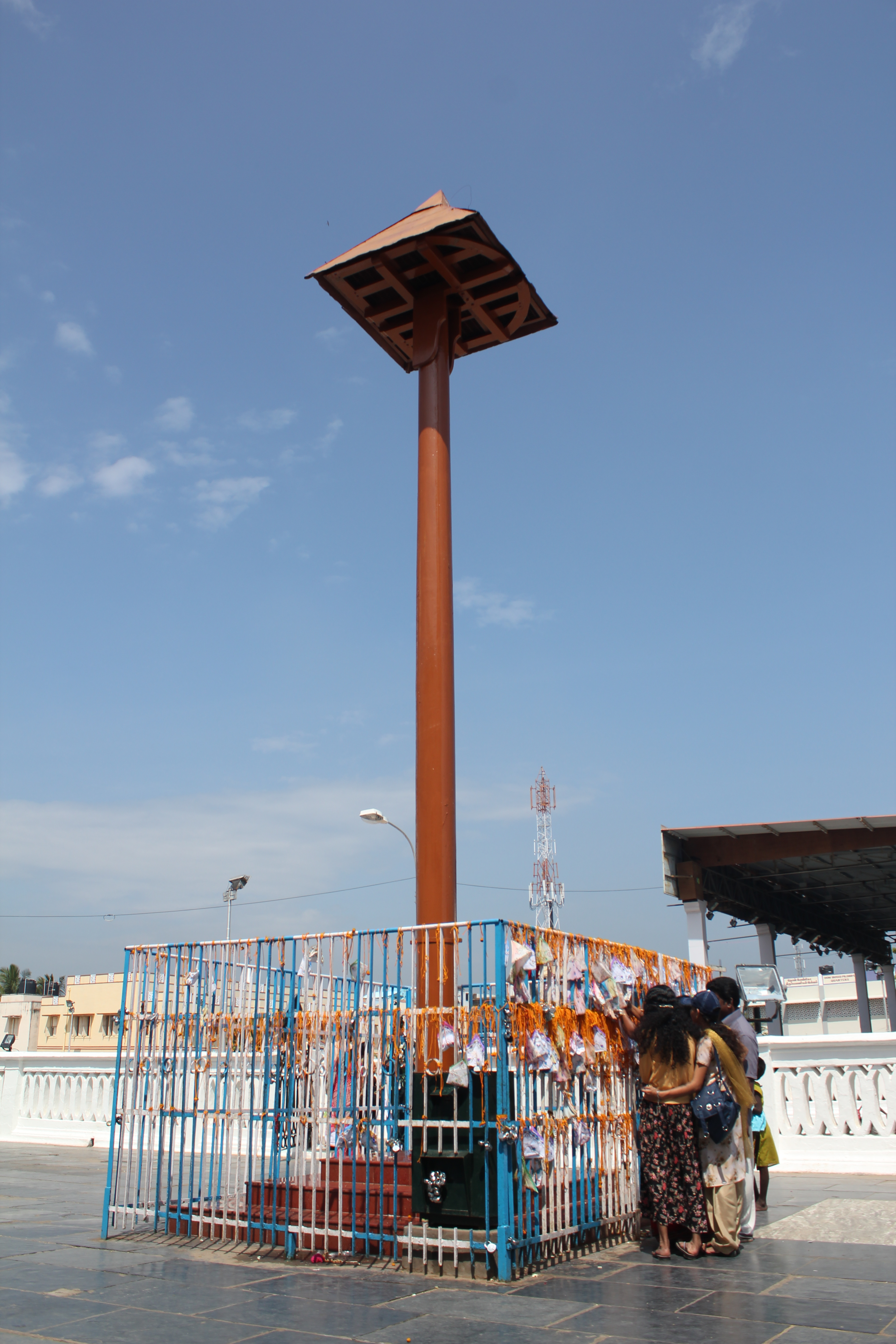
Flag Pole at the Church
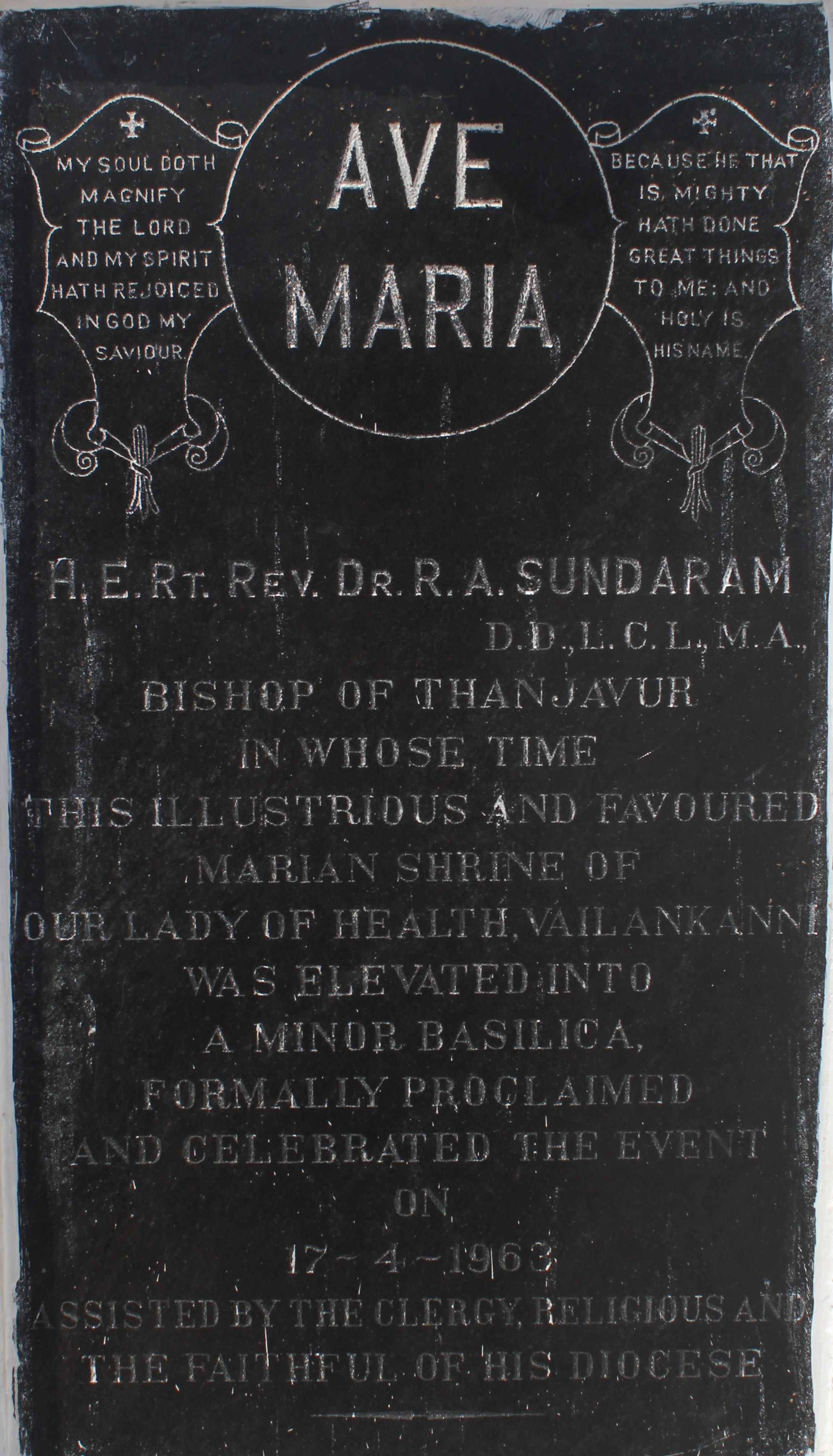
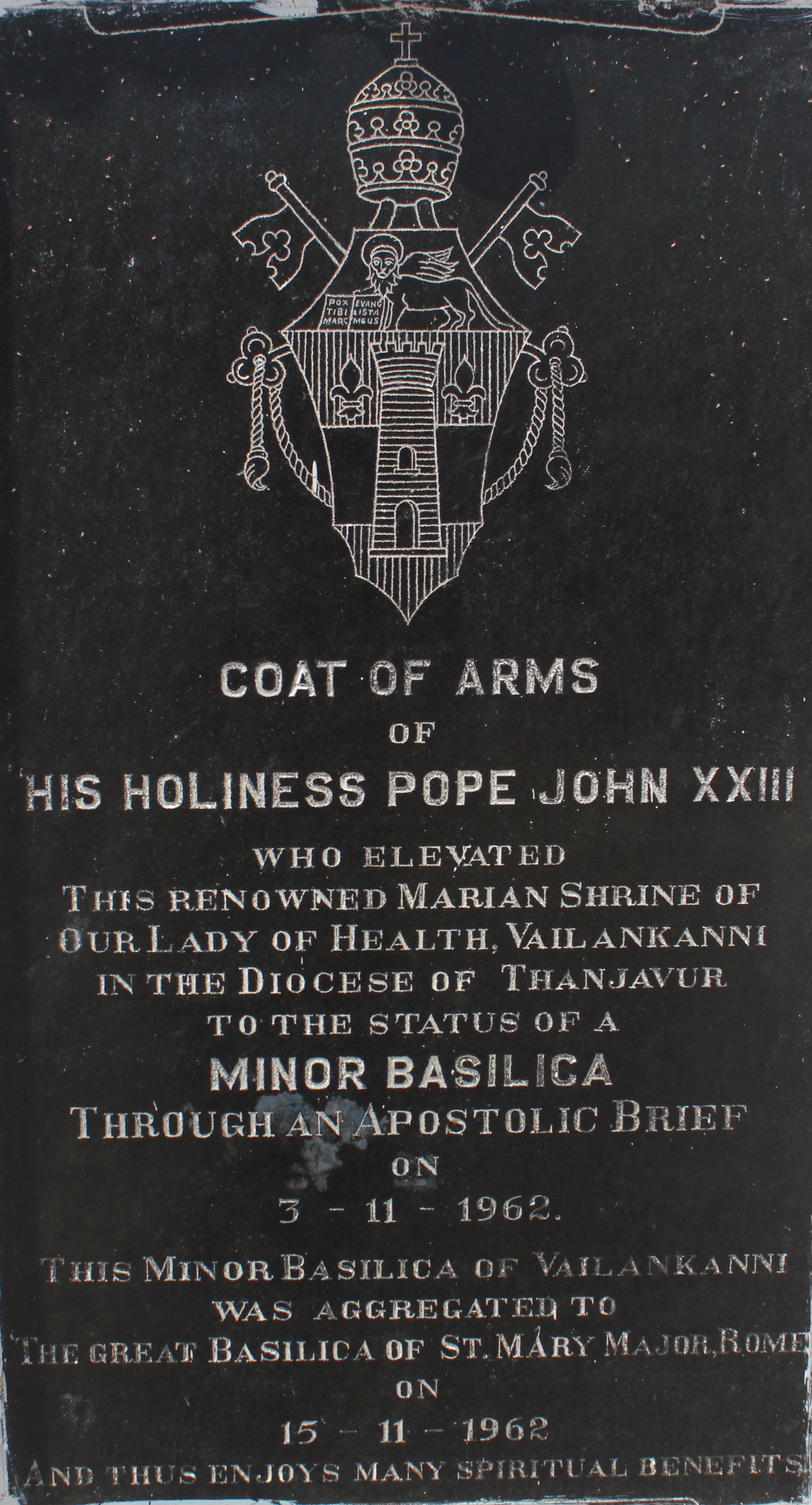